# Jorge Falcato Simões
Jorge Manuel Torres Falcato Simões (Lisboa, 7 de dezembro de 1953) é um arquiteto português. Em 2015, foi eleito deputado à Assembleia da República como independente nas listas do Bloco de Esquerda (BE), tornando-se assim o primeiro deputado com deficiência, neste caso motora e em cadeira de rodas, em Portugal.

## Biografia
Jorge Falcato participou nas lutas estudantis no período da ditadura do Estado Novo, na Faculdade de Belas Artes de Lisboa.
Foi um dos membros fundadores da União Democrática Popular (UDP) em 1974, um dos partidos de esquerda na génese do BE.
Em 1978, quatro anos após a Revolução dos Cravos, ficou paraplégico ao ser alvejado pela Polícia de Segurança Pública durante um protesto (de militantes de esquerda) que tentava boicotar uma manifestação (de militantes de partidos democráticos) pelo feriado de 10 de Junho – feriado conotado com o regime salazarista por durante este ter sido fomentado como exaltação do sentimento nacionalista e com a designação de “Dia da Raça”. Nessa contra-manifestação, onde foi alvejado por uma espingarda G3, outro contra-manifestante, o estudante José Jorge Morais, também foi atingido, acabando por falecer.
Trabalhou como arquiteto na Câmara Municipal de Lisboa.
Durante a governação de Pedro Passos Coelho e o programa de resgate financeiro ao país em 2011 pelo Fundo Monetário Internacional, o Banco Central Europeu e a Comissão Europeia (a chamada troika), foi membro do movimento contestatário Que se lixe a troika!. Como ativista pelos direitos das pessoas com deficiência participou também, nesta altura, no movimento (D)Eficientes Indignados, grupo com ações como uma vigília em frente ao Parlamento, em 2012, que forçou o governo a recuar no corte de verbas para apoio aos deficientes.
Chegou a integrar as listas do BE nas eleições para o Parlamento Europeu.
Nas eleições legislativas de 2015, foi o quinto e último deputado eleito nas listas do BE pelo círculo de Lisboa. Depois da sua eleição para o Parlamento, sendo o primeiro deputado com deficiência motora e em cadeira de rodas, foram feitas obras no Palácio de São Bento para melhorar a circulação no edifício de quem tem mobilidade reduzida, nomeadamente no acesso ao plenário e à tribuna.